# AMule
Em computação, o aMule é uma aplicação peer-to-peer de partilha de ficheiros que trabalha com a rede eDonkey, mas que oferece mais características que o cliente eDonkey padrão. É uma bifurcação do código-fonte do xMule, que, por sua vez, é uma bifurcação do projecto lMule, que foi a primeira tentativa de trazer o cliente eMule para Linux.  Tal como o eMule, o aMule é Software Livre publicado sob a GNU General Public License.
O objectivo definido do projecto aMule é o de ser o "emule de todas as plataformas". Actualmente existem versões para GNU Linux, Mac OS X, FreeBSD, NetBSD, OpenBSD, Solaris e Windows.
Desde o início do projecto como uma bifurcação não-amigável do projecto xMule, tem havido animosidades contínuas entre os desenvolvedores e apoiantes desses projectos.
A conformidade do projeto aMule com a GPL foi discutida várias vezes, principalmente em resposta às críticas do único desenvolvedor do xMule que restou após a bifurcação. No entanto, a partir de contactos com a Free Software Foundation feitos pelo criador do aMule, a licença do aMule foi alterada ao ponto de já se encontrar em total conformidade com a GPL.